# Volocopter
Volocopter — концепція нового пілотованого гвинтокрилого літального апарата з електроприводом, збудованого по принципу мультикоптера. Апарат розроблено німецькою фірмою e-volo

## Принцип дії
Volocopter за принципом дії є мультикоптером. Перевагами Volocopter-а перед класичним гелікоптером є відсутність механічних компонентів, таких як великий ротор, автомат перекосу та хвостовий гвинт, що забезпечує високу надійність апарата.

Гвинти з незмінним кутом атаки, закріплені на осях електродвигунів. Зміна висоти польоту, поворот і горизонтальний рух забезпечується виключно за рахунок зменшення або збільшення обертів електродвигунів.

Додатковий маршовий двигун з пропелером, що встановлюється позаду фюзеляжу в поздовжній осі, забезпечує додаткову тягу для горизонтального польоту та живлення електродвигунів. Керування двигунами здійснюється джойстиком електродистанційно. 
Стабілізацію (рівновагу) апарата в повітрі автоматично підтримують кілька незалежних і взаємно контрольованих комп'ютерів (резервування), керуючи індивідуальною швидкістю обертання кожного електродвигуна.

## Розвиток та прототипи
Виробництво прототипів під назвою Volocopter VC1 та VC2 починала компанія Syntern GmbH. У 2012 році було зареєстровано торгову марку e-volo , та  заснована  компанія e-volo GmbH  . На даний час e-volo GmbH розташована в  у місті Карлсруе, Німеччина. 
Засновники Александр Цозель (Alexander Zosel), Штефан Вольф (Stephan Wolf), Томас Зенкель (Thomas Senkel) та Томас Руф (Thomas Ruf), поставили собі за мету створити зручний та безпечний для навколишнього середовища вид транспорту.

### VC1

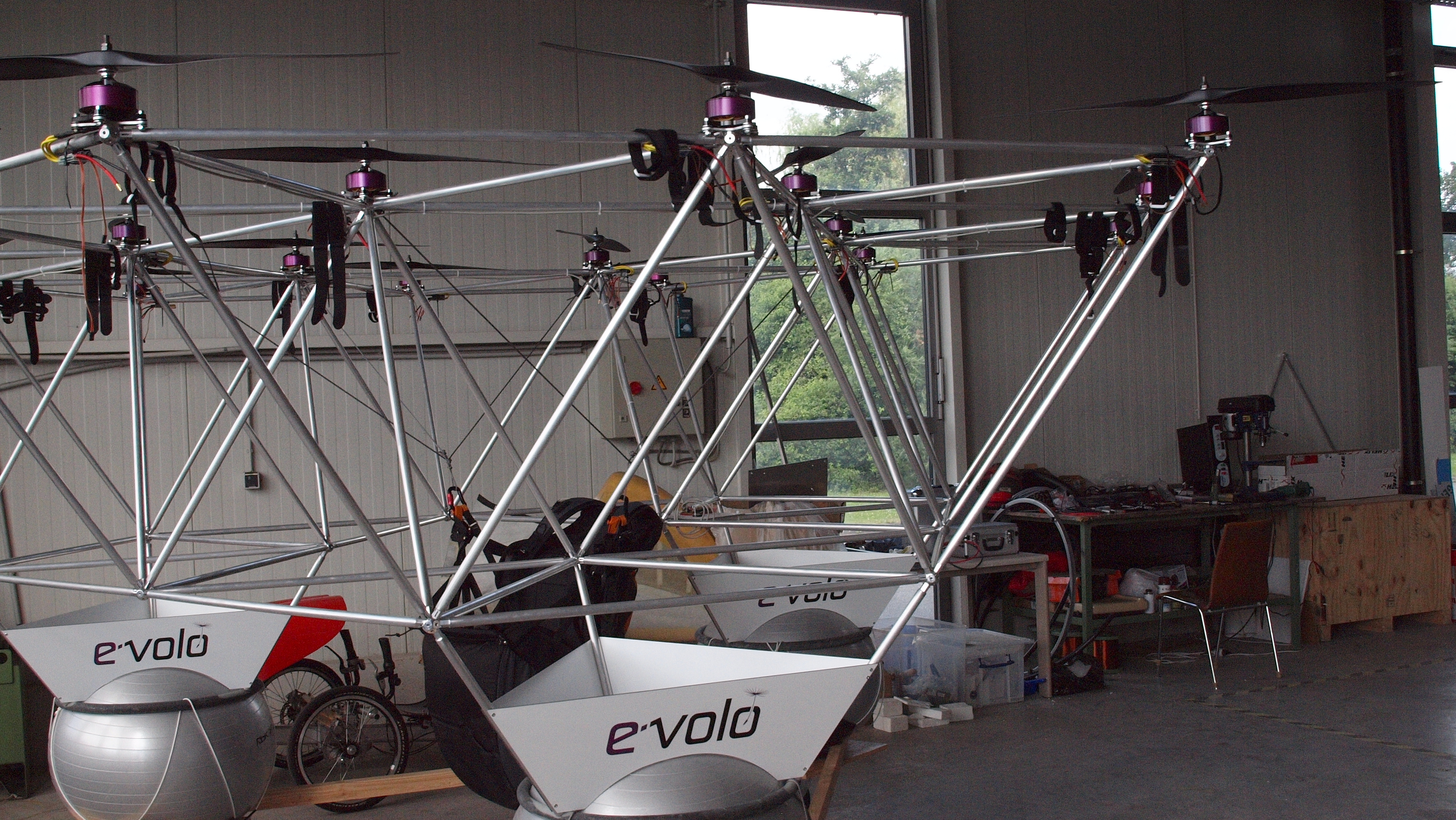
В конструкції Volocopter Typs VC 2 була використана схема розгалуженого гексакоптеру

Перший діючий прототип концепції Volocopter здійснив пілотований політ у жовтні 2011 року. Побудований за схемою симетричного діагонального квадрокоптера (X-схема), де на кожну із секцій припадає по 4 електричних дволопатевих гвинтових рушія. Корисне навантаження 80 кг та час польоту до 20 хв.
У 2012 році ця розробка була нагороджена на виставці AERO призом Ліндберга за інновації.

### VC2
При побудові наступного прототипу була використана схема розгалуженого гексакоптера. Основою VC2 є просторова рама з алюмінієвого сплаву із трикутних елементів, які поєднуються у формі тетраедра. Прототип обладнано 18-ма електричними двигунами, потужністю 2 kW кожен. Вперше VC2 було показано влітку 2012 року на авіашоу AirVenture у місті Ошкош. Ідеї, закладені у прототип VC2 були використані для подальшого розвитку концепції, яку було названо VC Evolution 2P .

### Подальший розвиток концепції Volocopter
Основою нової концепції Volocopter є роторна секція, що побудована за 18-гвинтовою гексагональною схемою 6х3 де 6 електродвигунів розташовано у внутрішньому колі, а 12 у зовнішньому.
Елементи роторної секції та корпусу розбірні. Їх виготовлено із композитних матеріалів фірмою DG Flugzeugbau GmbH
Система управління польотом та електронні компоненти розроблені відомим німецьким виробником БПЛА фірмою Ascending Technologies GmbH.
Гібридний силовий агрегат для деяких моделей побудовано на базі роторного двигуна Ванкеля розробленого компанією Wankel SuperTec GmbH.
В залежності від потужності та типу двигунів поділяються на три типорозміри 100/200/400.
Пілотовані модифікації мають позначення VC (скорочено від VoloCopter), а безпілотні позначення uVC (від unbemannt VoloCopter).

### VC100
Одномісний. Побудований на роторній секції розміром 5,40 м.

### VC200
На отримане від Федерального міністерства економіки та технологій Німеччини фінансування, понад два мільйони євро, в середині 2012 року компанією e-volo був побудований двомісний VC 200, який оснащений 18 окремими двигунами. У квітні 2014 року на авіасалоні Aero Friedrichshafen компанія представила безпілотний прототип.
Після завершення програми пілотованих випробувань буде проведена сертифікація та розпочато серійне виробництво, намічене на 2016 рік.
Ключові цілі розвитку двомісного Volocopter, засновані на дослідженні концепції VC Evolution 2P: 
- Швидкість: 100 км / год
- Досяжна висота польоту: близько 1980 м
- Розміри: висота 2,20 м, діаметр рами з двигунами 9,80 м.
- Злітна вага: 450 кг
- Тривалість польоту: близько 1 години

Volocopter VC 200 оснащений системою порятунку з парашутом, що є новинкою на вертольотах.

### VC400
Чотиримісний. Побудований на роторній секції розміром 10,80 м.
Кабіна має два ряди парних сидінь.

### uVC100
Побудований на роторній секції VC100.
Єдина акумуляторна модифікація має корисне завантаження 100 кг та політний час 50 хв.

### uVC200
Побудований на роторній секції VC200.
Можливі модифікації:
- Акумуляторна (корисне завантаження 200 кг, час польоту 30 хв)
- Гібрідна (корисне завантаження 100 кг, час польоту 4 години)

### uVC400
Побудований на роторній секції VC400.
Гібрідна модифікація має корисне завантаження 275 кг та час польоту 2 години.